# Gaudiya Matha
La Gaudiya Math es una organización religiosa india.

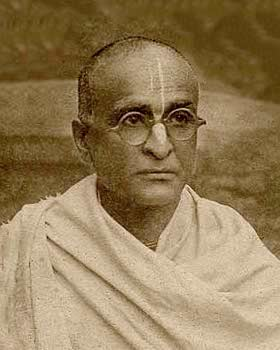
Bhaktisiddhanta Sarasvati Thakura, fundador de la Gaudíia Mat.

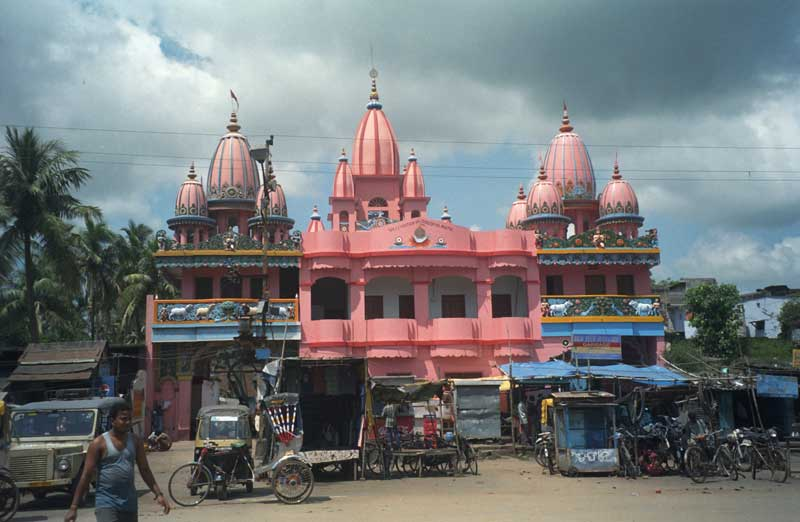
Templo de la Gaudíia Mat en la ciudad de Puri (Orissa) en la India.

Fue creada por Srila Bhaktisiddhanta Sarasvati Thakura el 6 de septiembre de 1920, treinta meses después de que Bhaktisiddhanta tomó saniás (el orden de vida de renuncia)— Él estableció el Sri Chaitanya Math en la aldea de Máiapur (Bengala), que más tarde él declararía como la sede original de todas las filiales de la Gaudiya Math.
El propósito de esta institución era difundir el vaishnavismo gaudiya (visnuísmo de Bengala), la doctrina del santo visnuísta medieval Cheitania Majaprabhú (1486-1533), mediante la predicación y la publicación de revistas y libros religiosos.
Desde el comienzo del movimiento bhakti (‘devoción [generalmente al dios Krishná]’) creado por Cheitania, existía una apertura religiosa y una falta de consideración por el tradicional sistema de castas (por ejemplo, Jaridás Thákur —importante discípulo de Cheitania— era un converso musulmán).
En el siglo XIX, después de una declinación del movimiento, el abogado bengalí Bhaktivinoda Thakura (1838-1914) —padre de Bhaktisiddhanta— escribió muchos libros sobre temas del movimiento bhakti, que su hijo institucionalizó mediante la Gaudíia Math.
En la época de la muerte de su fundador (el 1 de enero de 1937), la Gaudíia Mat había establecido 64 filiales, y centros de predicación (durante un tiempo) en Birmania/Myanmar, Inglaterra y Alemania.
A. C. Bhaktivedanta Swami Prabhupada, un discípulo de Bhaktisiddhanta, fundó ISKCON (Asociación Internacional para la Conciencia de Krishna), actualmente conocida como movimiento Hare Krishna.